# Birgit Fischer
Pour les articles homonymes, voir Fischer.
Birgit Fischer, née le 25 février 1962 à Brandebourg-sur-la-Havel, est une kayakiste allemande.

## Biographie
Elle détient le plus grand palmarès du kayak. En effet, elle est la seule kayakiste à détenir 12 médailles olympiques, obtenues en 24 ans, entre les Jeux olympiques d'été de 1980 de Moscou et les Jeux olympiques d'été de 2004 d'Athènes. Son palmarès olympique pourrait être plus important : elle ne participe pas aux Jeux olympiques d'été de 1984 de Los Angeles en raison du boycott de la plupart des pays du Pacte de Varsovie. Elle est seulement précédée par la gymnaste Larisa Semyonovna Latynina au classement des femmes médaillées aux Jeux. 
C'est par ailleurs la seule femme à détenir une médaille d'or sur six JO différents, record absolu qu'elle partage avec le géant du sabre des années 1930-1950, Aladar Gerevich. 
Elle est nommée personnalité sportive allemande de l'année en 2004.
Elle est la sœur du kayakiste Frank Fischer  et la tante des kayakistes Fanny Fischer et Falco Fischer. Elle est la belle-sœur de la nageuse Sarina Hülsenbeck.

## Palmarès
- Jeux olympiques d'été
  - Jeux olympiques d'été de 2004 d'Athènes
    - médaille d'or en K4
    - médaille d'argent en K2

  - Jeux olympiques d'été de 2000 de Sydney
    - médaille d'or en K2
    - médaille d'or en K4

  - Jeux olympiques d'été de 1996 d'Atlanta
    - médaille d'or en K4
    - médaille d'argent en K2

  - Jeux olympiques d'été de 1992 de Barcelone
    - médaille d'or en K1
    - médaille d'argent en K4

  - Jeux olympiques d'été de 1988 de Séoul
    - médaille d'or en K2
    - médaille d'or en K4
    - médaille d'argent en K1

  - Jeux olympiques d'été de 1980 de Moscou
    - médaille d'or en K1
- Championnats du monde
  - médaille d'or en K4 (500 m) en 1998
  - médaille d'or en K2 (200 m) en 1997
  - médaille d'or en K2 (500 m) en 1997
  - médaille d'or en K2 (1 000 m) en 1997
  - médaille d'or en K4 (200 m) en 1997
  - médaille d'or en K4 (500 m) en 1997
  - médaille d'or en K4 (500 m) en 1995
  - médaille d'or en K4 (500 m) en 1994
  - médaille d'or en K1 (500 m) en 1994
  - médaille d'or en K4 (500 m) en 1993
  - médaille d'or en K1 (500 m) en 1993
  - médaille d'or en K1 (500 m) en 1987
  - médaille d'or en K2 (500 m) en 1987
  - médaille d'or en K4 (500 m) en 1987
  - médaille d'or en K1 (500 m) en 1985
  - médaille d'or en K2 (500 m) en 1985
  - médaille d'or en K4 (500 m) en 1985
  - médaille d'or en K1 (500 m) en 1983
  - médaille d'or en K2 (500 m) en 1983
  - médaille d'or en K4 (500 m) en 1983
  - médaille d'or en K1 (500 m) en 1982
  - médaille d'or en K2 (500 m) en 1982
  - médaille d'or en K4 (500 m) en 1982
  - médaille d'or en K1 (500 m) en 1981
  - médaille d'or en K2 (500 m) en 1981
  - médaille d'or en K4 (500 m) en 1981
  - médaille d'or en K4 (500 m) en 1979
  - médaille d'argent en K4 (500 m) en 1999
  - médaille d'argent en K2 (500 m) en 1998
  - médaille d'argent en K2 (1 000 m) en 1998
  - médaille d'argent en K4 (200 m) en 1995
  - médaille d'argent en K2 (200 m) en 1994
  - médaille d'argent en K4 (200 m) en 1994
  - médaille de bronze en K2 (500 m) en 1994
  - médaille de bronze en K4 (5 000 m) en 1993
- Championnats d'Europe
  - médaille d'or en K4 (500 m) en 2000
  - médaille d'or en K2 (1 000 m) en 2000
  - médaille d'argent en K2 (200 m) en 2000
  - médaille d'argent en K4 (200 m) en 2000
  - médaille d'argent en K2 (500 m) en 2004
  - médaille de bronze en K2 (500 m) en 2000
  - médaille de bronze en K2 (200 m) en 2004